# Rolava (Přebuz)
Rolava (deutsch Sauersack) ist ein Teil der Gemeinde Přebuz (deutsch Frühbuß) in Tschechien.

## Geographie

### Geographische Lage
Sauersack liegt in einer Höhe von 900 m n.m. im westlichen Erzgebirge an der Verbindungsstraße von Kraslice nach Nové Hamry. Sie gehört zum Bezirk Sokolov in der Karlsbader Region.

### Ortsteile
Zu Sauersack gehörten die Ortsteile Schusterpeint, Vordersauersack, Matzenwinkel, Hintersauersack und Stumpelhäuser.

Kartenausschnitt von 1903

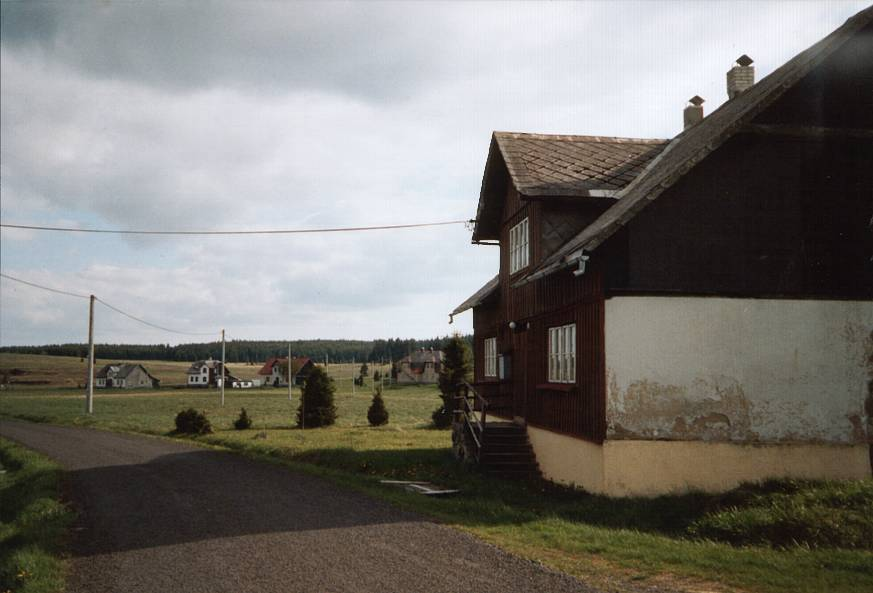
Einziges erhaltenes Haus von Rolava (Nr. 148) mit Blick auf die zu Přebuz gehörenden Straßenhäuser. Da hier die Poststelle saß, blieb es bestehen.

## Geschichte
Die Gründung von Sauersack ist auf den Bergbau zurückzuführen. Über den Beginn des Bergbaues in der Gemeinde ist allerdings nichts bekannt, da der Bergbau durch in Frübuß ansässige Gewerke betrieben wurde. Urkundlich belegt ist ein Bergwerk 1492. Eine weitere Erwähnung eines Bergwerkes datiert von 1556 mit der Verleihung der Gottes-Zinnzeche in der Schusterpeint. Im Jahr 1654 wies das Dorf Sauersack elf Häuser auf, von denen allerdings nur neun bewohnt waren.
Nach dem Dreißigjährigen Krieg und dem Rückgang des Bergbaus ernährten sich die Einwohner hauptsächlich von Forstarbeit, Torfstecherei, Heimarbeiten wie Sticken und Nähen. Ab 1700 verbreitete sich auch in Sauersack das Spitzenklöppeln und wurde zur Haupteinnahmequelle. Allerdings konnte es das Einkommen aus dem Bergbau, der kurz nach 1800 eingestellt wurde, nicht ersetzen. Trotz vieler Versuche in den nächsten Jahrzehnten gelang es nicht, den Bergbau wieder in Gang zu bringen.
Da der Ort zu Frühbuß gepfarrt war, besaß er keine eigene Kirche, sondern nur eine Kapelle "Mariahilf". Wie im benachbarten Frühbuß haben sich die Einwohner von Sauersack am längsten der Gegenreformation widersetzt, so dass hier zwischen 1679 und 1684 der spätere Erzbischof von Prag Daniel Joseph Ignatz Mayer als katholischer Missionar wirken musste. Für die wenigen Einwohner neuapostolischen Glaubens gab es im Ort aber eine eigene Kirche. Eine Schule im Ort wird erstmals 1847 erwähnt. Sie hatte nur 2 Klassenzimmer. Im Jahr 1882 wurde ein moderneres Schulgebäude errichtet, in dem bis zu 160 Schüler unterrichtet wurden. 
1847 zählte das Dorf 126 Häuser mit 971 Einwohnern, eine Gemeindeschule, eine Kapelle, ein Zollamt, ein Jägerhaus, zwei Wirtshäuser und eine Mühle. Bis zur Aufhebung der Patrimonialherrschaften 1848/49 gehörte Sauersack zur Herrschaft Neudek. Die Gemeinde war ab 1910 Teil des Bezirks Neudek. Der Fremdenverkehr brachte nach 1900 nur wenig Gäste in den abseits gelegenen Ort, der in zeitgenössischen Reiseführern als „Moordorf“ bezeichnet wurde. 
Nach dem Ersten Weltkrieg wurde das Sudetenland im Staatsvertrag von Saint-Germain-en-Laye vom 10. September 1919 der am 28. Oktober 1918 neu gegründeten Tschechoslowakei zugeschlagen. Der neue Staat setzte seine Besitzansprüche teilweise militärisch durch. So wurde Sauersack schon im Sommer 1919 von tschechoslowakischen Einheiten besetzt. Mit der Okkupation des Sudetenlandes am 1. Oktober 1938 durch Nazideutschland und der Bildung des Reichsgaues Sudetenland am 15. April 1939 wurde Sauersack verwaltungsmäßig dem Landkreis Neudek im Regierungsbezirk Eger zugeordnet.
Ab Ende 1939 wurde durch die Zinnbergbau Sudetenland GmbH im alten Bergbaugebiet am Kranisberg zwischen Hirschenstand und Sauersack ein moderner Zinnbergbaubetrieb errichtet. Schon 1941 waren hier die ersten französischen Kriegsgefangenen im Einsatz. Das Barackenlager der Verwaltung wurde nach deren Umzug in die neuen Gebäude im Schachtgelände unter dem Namen Lager Birkhahn für Ostarbeiter sowie französische und sowjetische Kriegsgefangene umgebaut und erweitert.
Nach dem Ende des Zweiten Weltkrieges blieb Sauersack vorübergehend besatzungsloses Gebiet. Zwischen Juli 1945 und Mai 1946 wurde dann die deutsche Bevölkerung vertrieben. Das Zinnbergwerk wurde zwischen 1946 und 1947 ausgeschlachtet und sich selbst überlassen. Nach der Vertreibung wurden fast alle Häuser des Dorfes abgerissen. Es verblieb ein Wohnhaus, die ehemalige Poststelle, das heute als Ausflugsgaststätte genutzt wird.

### Einwohnerentwicklung
| Jahr | Einwohnerzahl |
| ---- | ------------- |
| 1869 | 1024          |
| 1880 | 1017          |
| 1890 | 1093          |

| Jahr | Einwohnerzahl |
| ---- | ------------- |
| 1900 | 1061          |
| 1910 | 1162          |
| 1921 | 951           |

| Jahr | Einwohnerzahl |
| ---- | ------------- |
| 1930 | 1016          |
| 1950 | 16            |
| 1961 | 0             |

## Kultur und Sehenswürdigkeiten
- Hochmoor „Großer Kranichsee“ an der deutschen Grenze

## Söhne des Ortes
- Johann Joseph Kunzmann (1773–1826), Spitzenhändler, Großhändler und Unternehmer
- Joseph Kunzmann (1814–1873), Spitzen- und Weißwarenfabrikant in Wien
- Karl Kunzmann (1842–1918), Spitzenfabrikant, k. k. Bezirksobmann, Bürgermeister von Neudek